# C-Falter

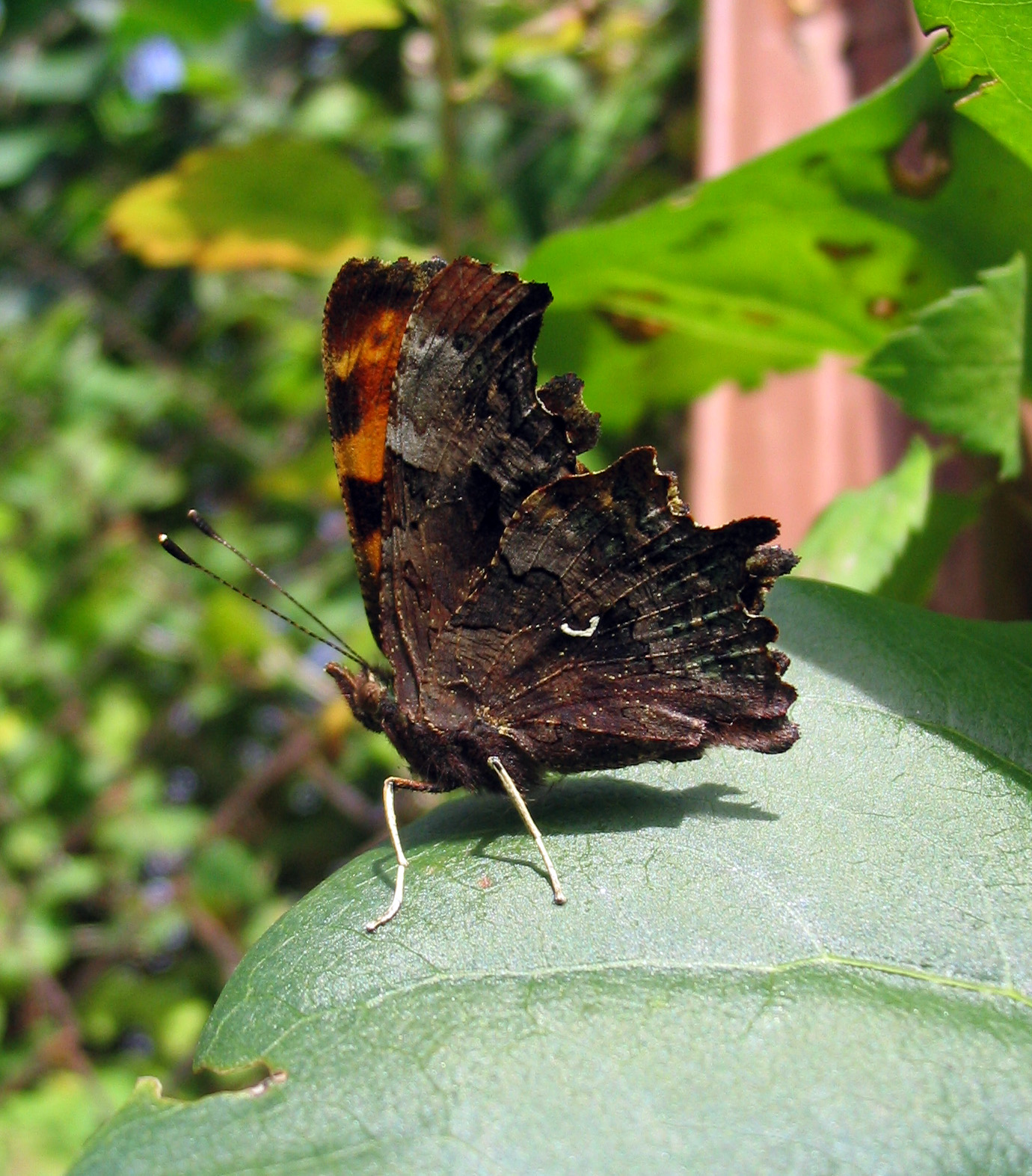
Dunkle Flügelunterseiten

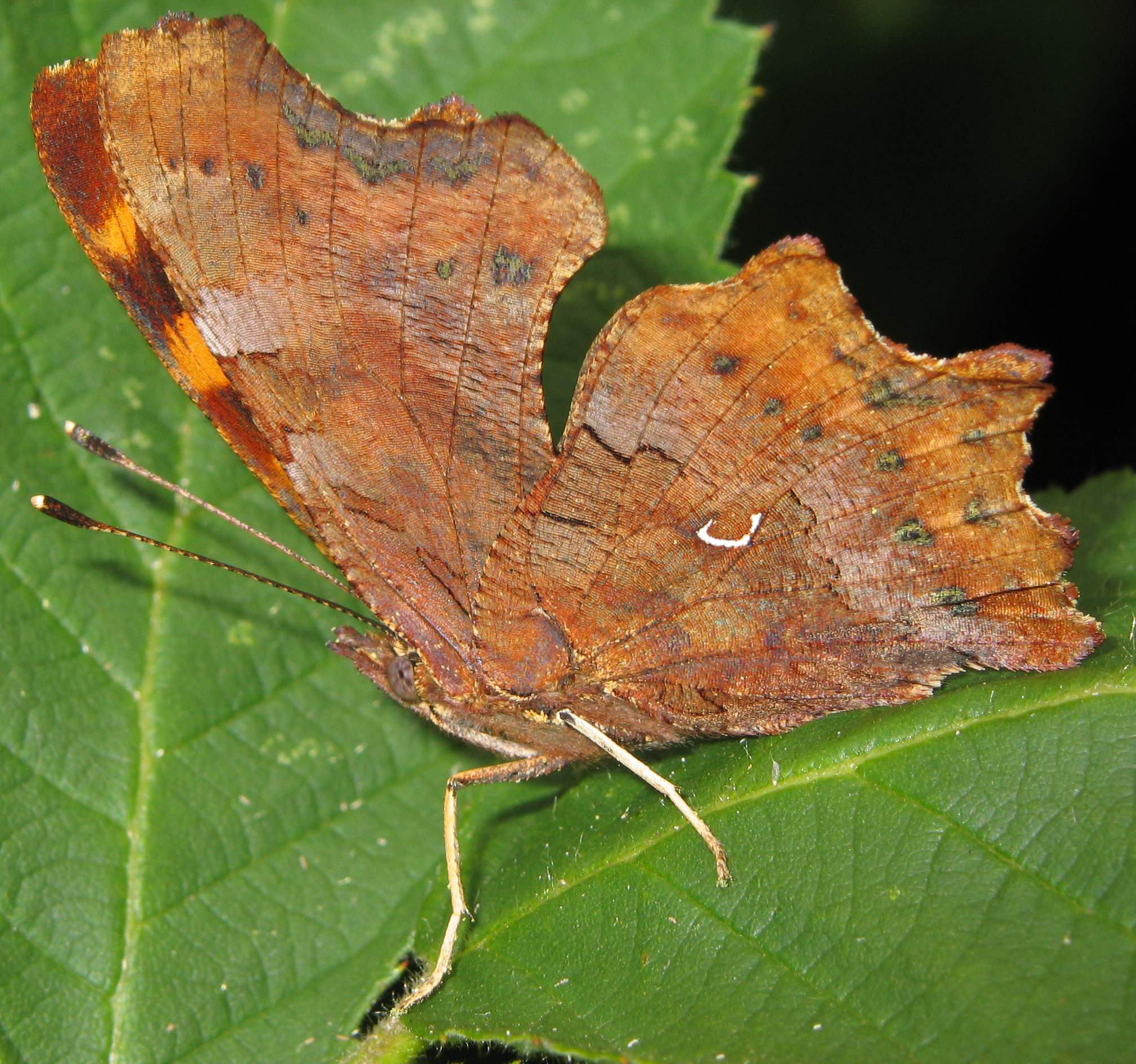
Hellbraune Flügelunterseiten

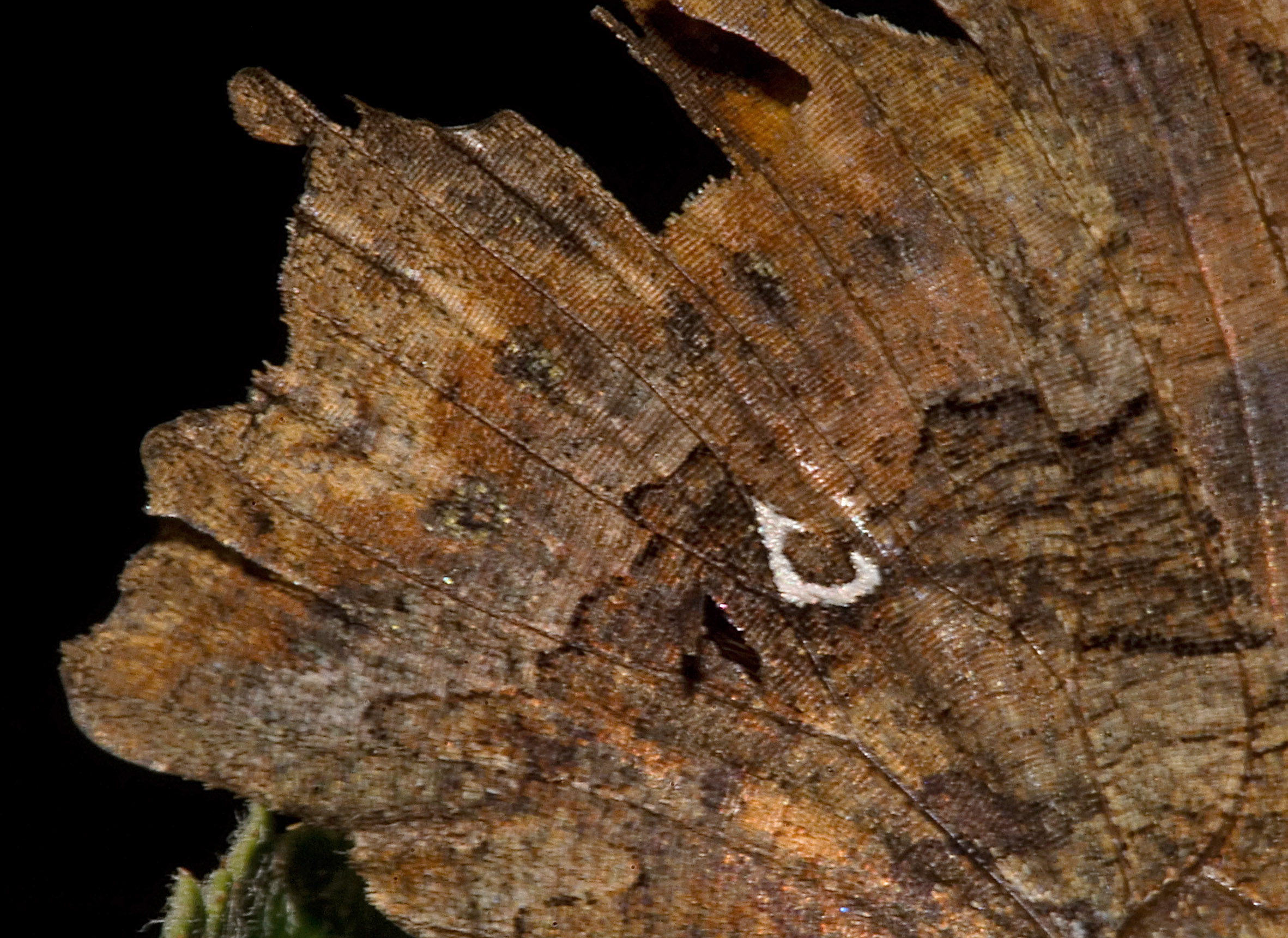
Beschädigter Hinterflügelrand, vermutlich, weil einem Meisenschnabel entronnen, und das „C“ im Detail

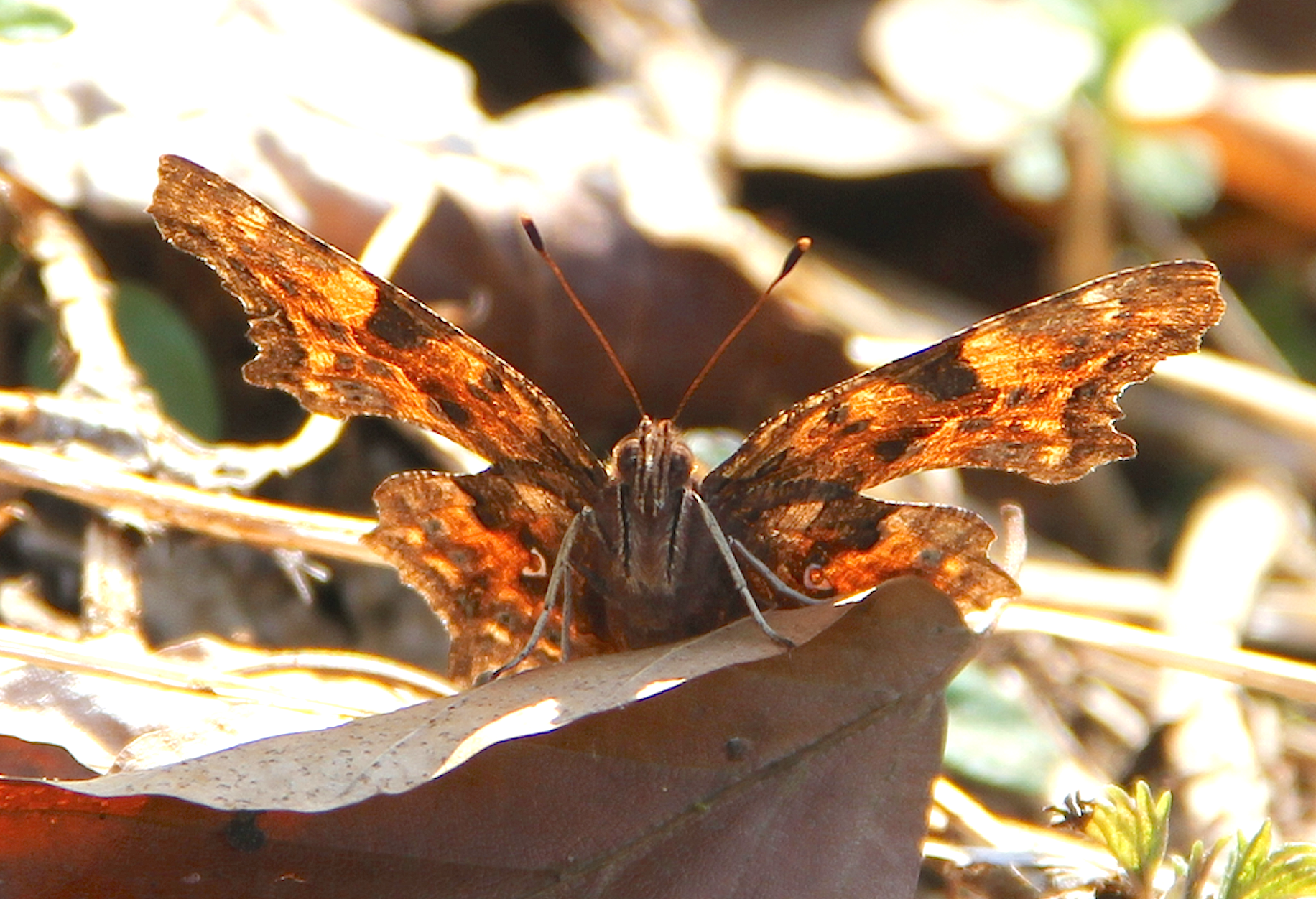
Vorderseite

Der C-Falter (Polygonia c-album, Syn.: Nymphalis c-album) ist ein Schmetterling (Tagfalter) aus der Familie der Edelfalter (Nymphalidae).

## Beschreibung
Der C-Falter erreicht eine Flügelspannweite von 40 bis 50 Millimetern. Die Flügel sind sehr variabel gefärbt. C-Falter haben orange gefärbte Oberseiten, die mit einem schwarzen, braunen und gelben Fleckmuster gezeichnet sind. Die Flügelunterseiten sind dunkelbraun, hellbraun, grau oder gelblich gefärbt. Auffällig ist hier die weiße, C-ähnliche Zeichnung, die dem Falter seinen Namen gab. Die Falter der ersten Generation haben meist helle Flügelunterseiten, die der späten ersten und der zweiten sind eher dunkler gefärbt und haben zusätzlich eine leicht dunkelgrüne Marmorierung. Im westlichen Verbreitungsgebiet wird die helle Form als hutchinsoni (Robson, 1881) und im östlichen als lunigera (Butler, 1881) bezeichnet. Sowohl die helle als auch die dunkle Form kann den ganzen Sommer über vorkommen, aber nur von der dunklen ist bekannt, dass sie überwintert. Die beschriebenen Unterarten unterscheiden sich nicht wesentlich von der Nominatform.

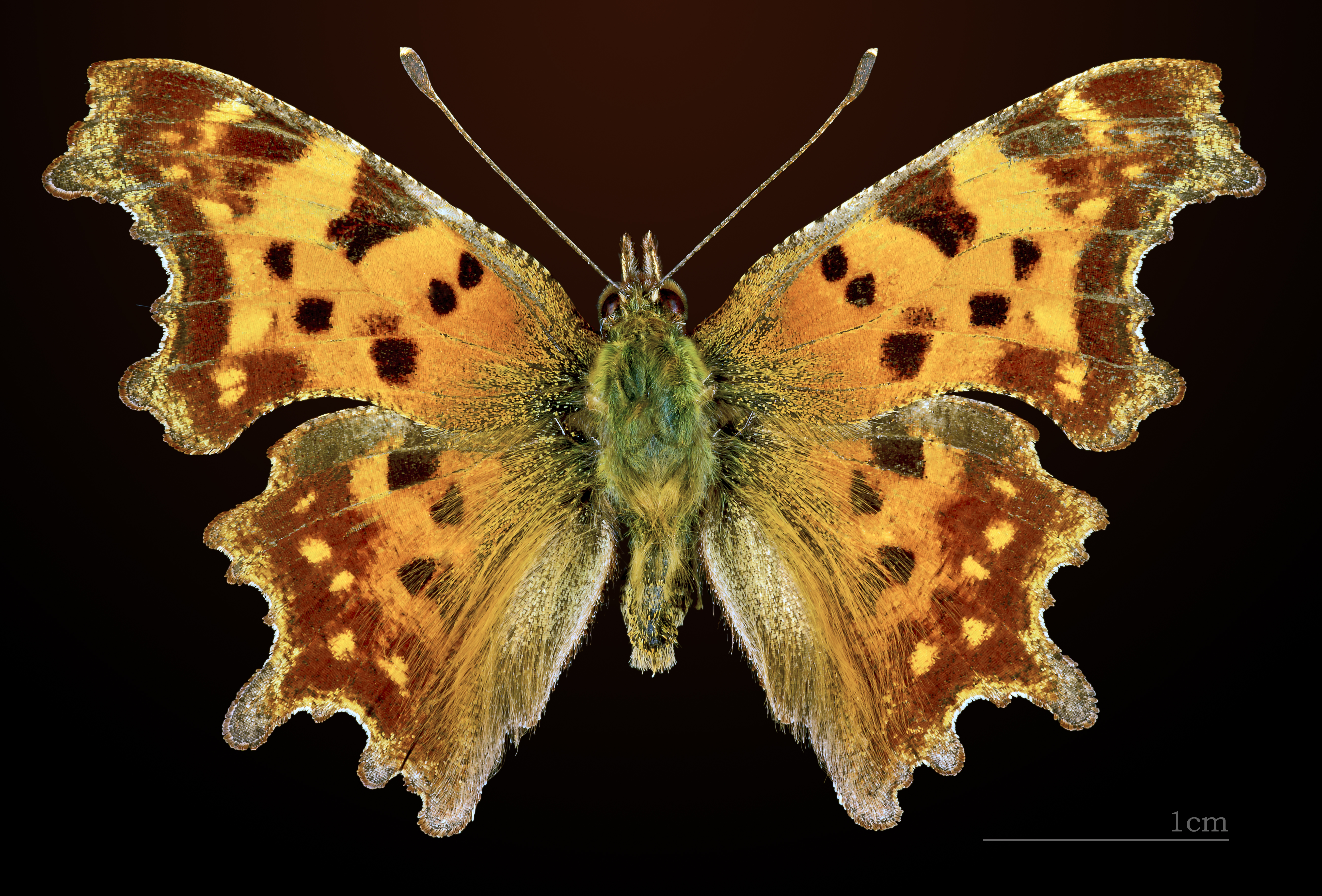
♂
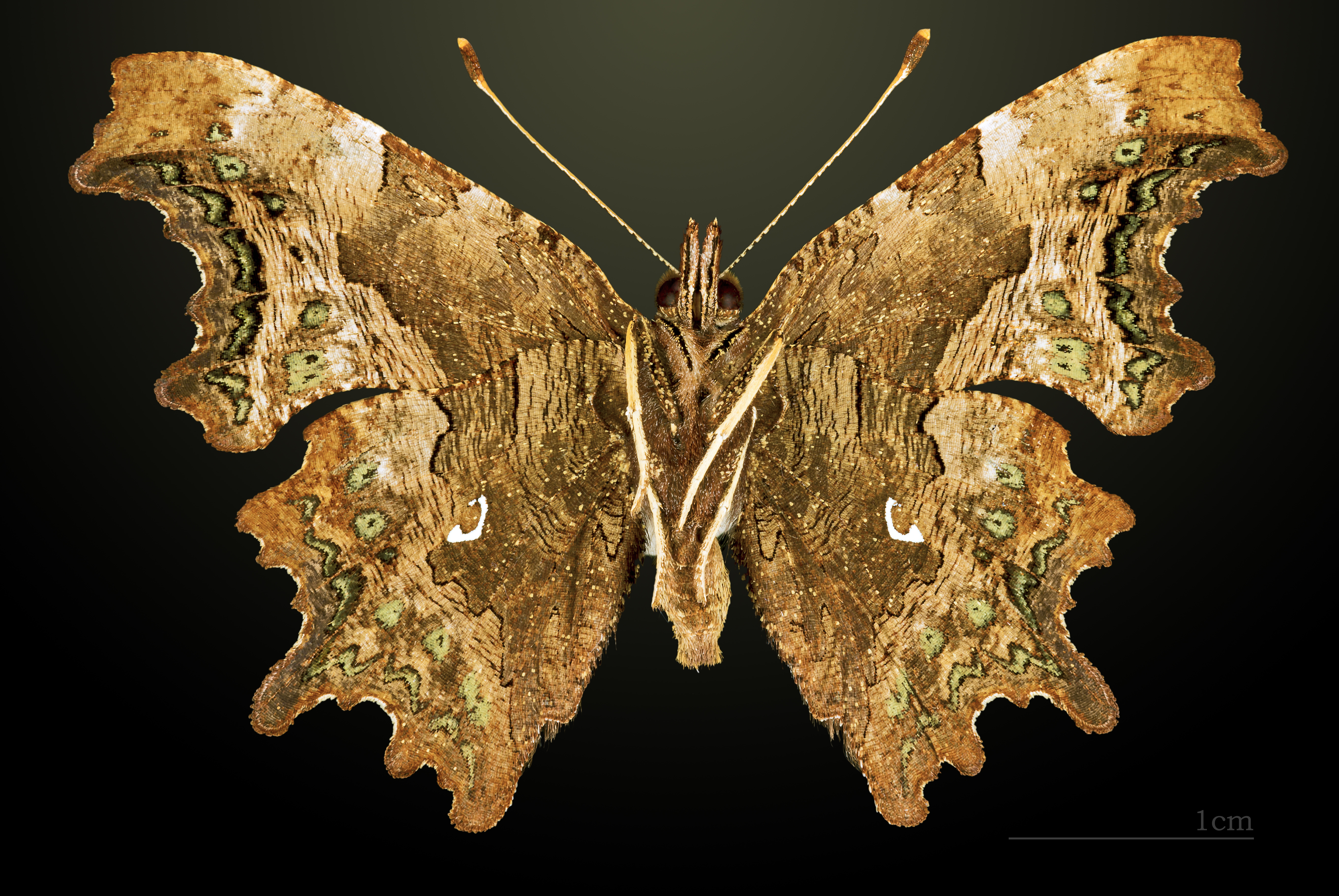
♂ △
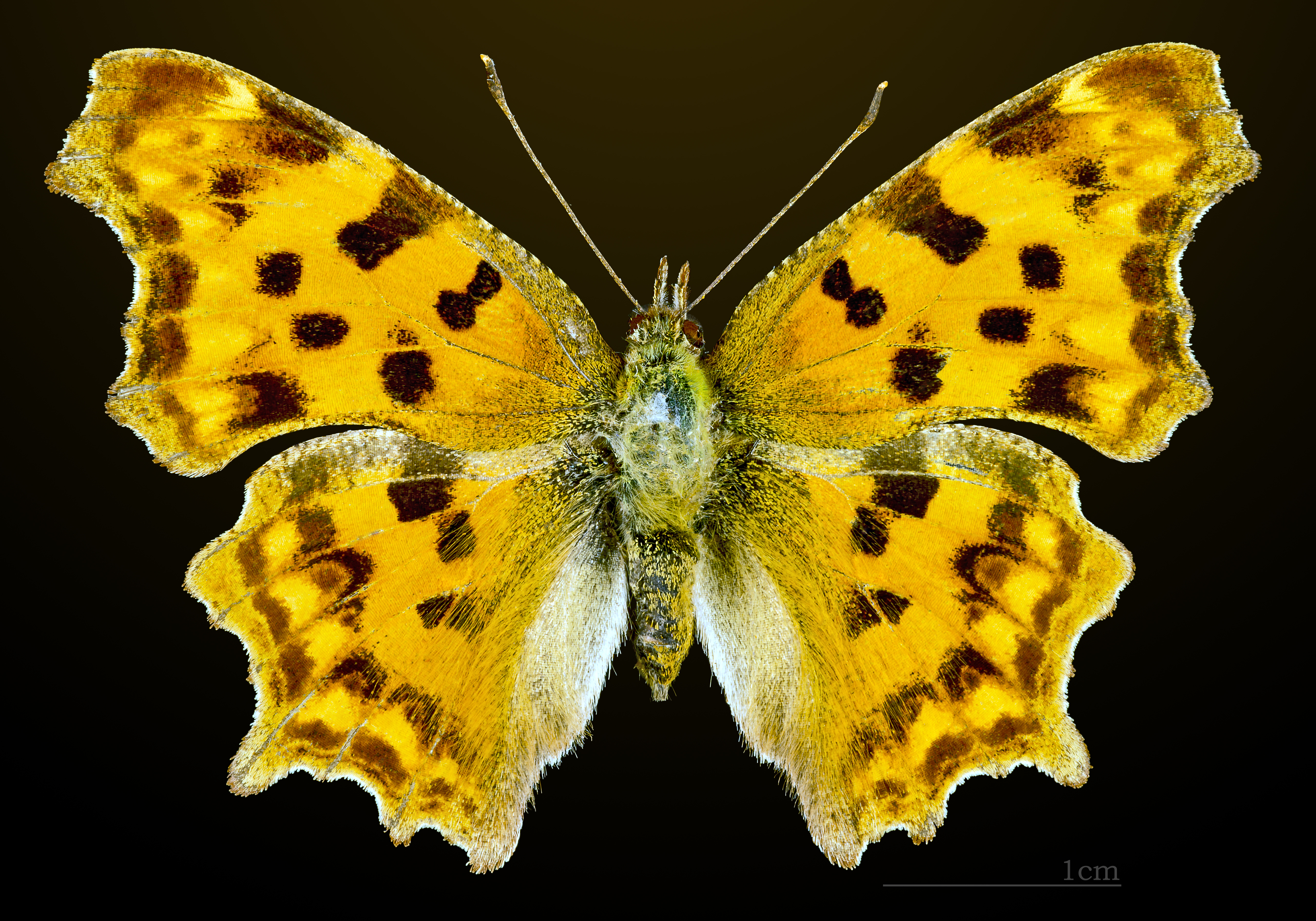
♀
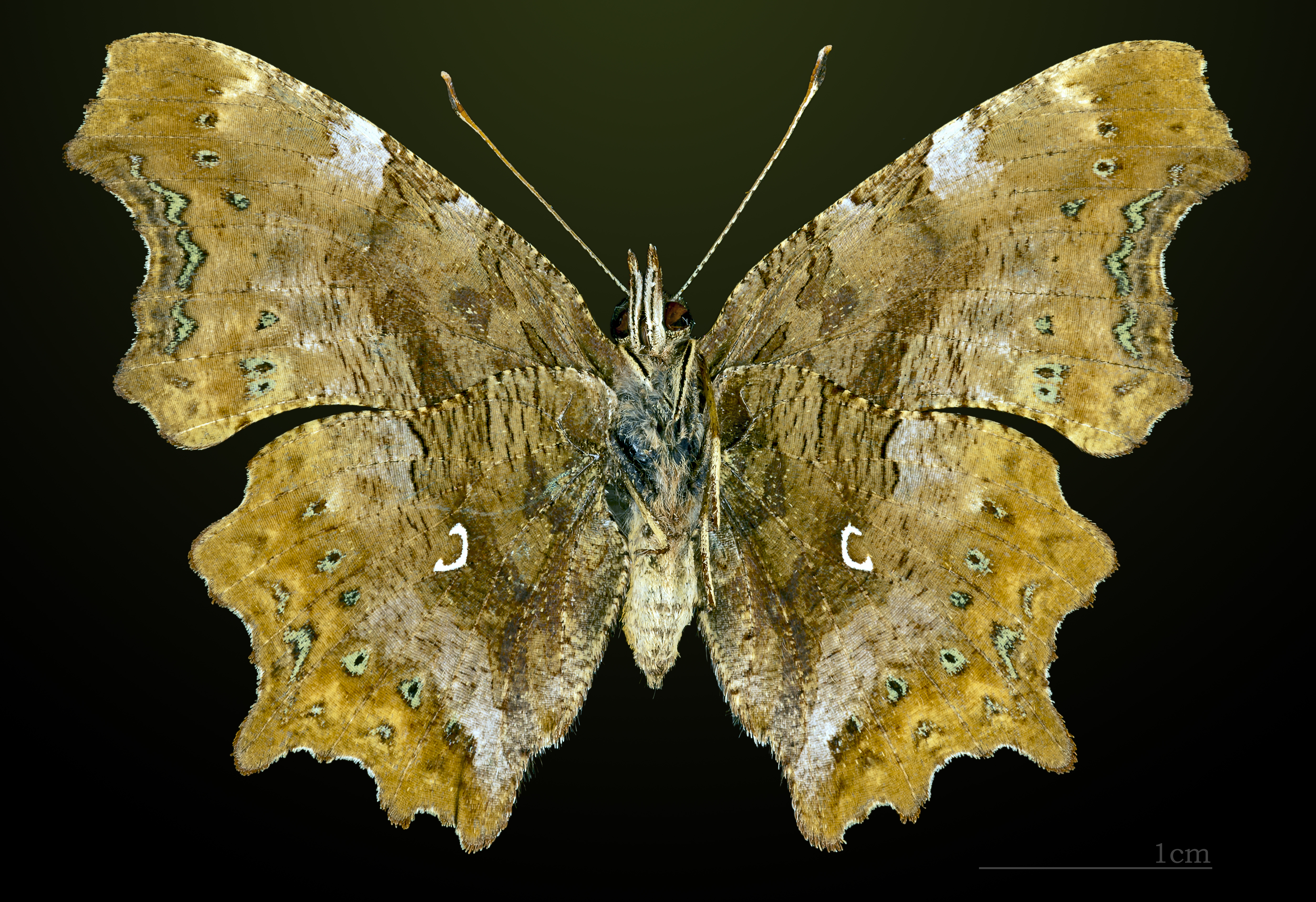
♀ △

Die Raupen werden ca. 30 Millimeter lang. Sie sind orangebraun gefärbt und haben eine schwarze Zeichnung. Die hinteren beiden Drittel des Körpers sind am gesamten Rücken komplett weiß gefärbt, das vordere Drittel ist gelb und schwarz gezeichnet. Dazu sind jeweils die am ganzen Körper vorhandenen Dornen am Rücken weiß bzw. gelb. An den Seiten sind sie orangebraun gemustert. Auf der Kopfkapsel sitzen zusätzlich zwei schwarze Dornen. Junge Raupen sind im Grundton schwarz gefärbt.

## Ähnliche Arten
- Polygonia c-aureum (Linné, 1758) ist in Ostasien verbreitet und hat postdiskal blaue Flecken auf den Flügeloberseiten.[1]
- Polygonia egea (Cramer, [1775]) ist von Südeuropa über Kleinasien und Zentralasien bis Afghanistan verbreitet und hat weniger schwarze Zeichnungselemente, besonders basal auf der Hinterflügeloberseite fehlt das Schwarz.[1]
- Polygonia interposita (Staudinger, 1881) hat rundere Einschnitte am Flügelrand und ausgedehntere schwarze Flecken. Sie ist vom Ghissar- bis zum Altai-Gebirge, in Nordwest-China und im Himalaya verbreitet.[1]

## Vorkommen
Sie kommen in Europa bis 66° n. Br., Nordafrika und Asien bis Japan vor. In Asien kommen sie im Wald- und Waldsteppengürtel der paläarktischen Region inklusive des Transkaukasus und des Kopet-Dag-Gebirges vor. Sie fehlen im extremen Norden und in den mittelasiatischen Gebirgen.
Sie leben oft an Waldwegen und -rändern. Sie sind deutlich an mesophile bis hygrophile Wälder und Gebüsche gebunden. Besonders bevorzugt werden auch südexponierte Salweiden-, Hasel- und Ulmengebüsche. In Gärten benutzen die Falter gern Beerensträucher wie Stachel- und Johannisbeeren und den stark duftenden, invasiven Schmetterlingsflieder als Nektarpflanzen. Im Hochsommer saugen die Falter auch gern an Fallobst. Im Frühjahr kann man die Falter an blühenden Weidenkätzchen beobachten. Sie sind fast überall recht häufig.

## Lebensweise

### Flug- und Raupenzeiten
Die Falter fliegen in Europa je nach Region entweder in einer Generation von Anfang Juli und nach der Überwinterung bis Anfang Juni oder in zwei Generationen von Ende Juni bis Ende Juli und von Mitte August und nach der Überwinterung bis April/Mai des darauffolgenden Jahres. Im südlichen Balkan und in Griechenland fliegen sie in drei Generationen von Mai bis Oktober. Die Raupen findet man von Mai bis Juli bzw. von April bis Juni und von Juli bis August.
In Russland fliegen sie je nach Region von März bis Oktober.

### Nahrung der Raupen
Als Raupennahrungspflanzen dienen:
- Salweide (Salix caprea)
- Hasel (Corylus avellana)
- Flatter-Ulme (Ulmus laevis)
- Feld-Ulme (Ulmus minor)
- Berg-Ulme (Ulmus glabra)
- Ulmus japonica (im Gebiet von Ussuri)[1]
- Hopfen (Humulus lupulus)
- Große Brennnessel (Urtica dioica)
- Stachelbeere (Ribes uva-crispa)
- Rote Johannisbeere (Ribes rubrum)[3]

## Entwicklung
Die Weibchen legen etwa 250 Eier einzeln auf die Futterpflanzen ab. Die Raupen schlüpfen nach zwei bis drei Wochen. Sie leben als Einzelgänger und halten sich tagsüber auf der Blattunterseite auf. Nach sechs Wochen sind sie ausgewachsen. Die Puppen sind –  wie auch die Falter –  außergewöhnlich gebaut. Sie sind in der Mitte tief eingeschnürt und haben am Rücken einen deutlichen Höcker. Nahe der Verengung haben sie sechs metallisch glänzende Flecken. Die zweite Generation überwintert als Falter.

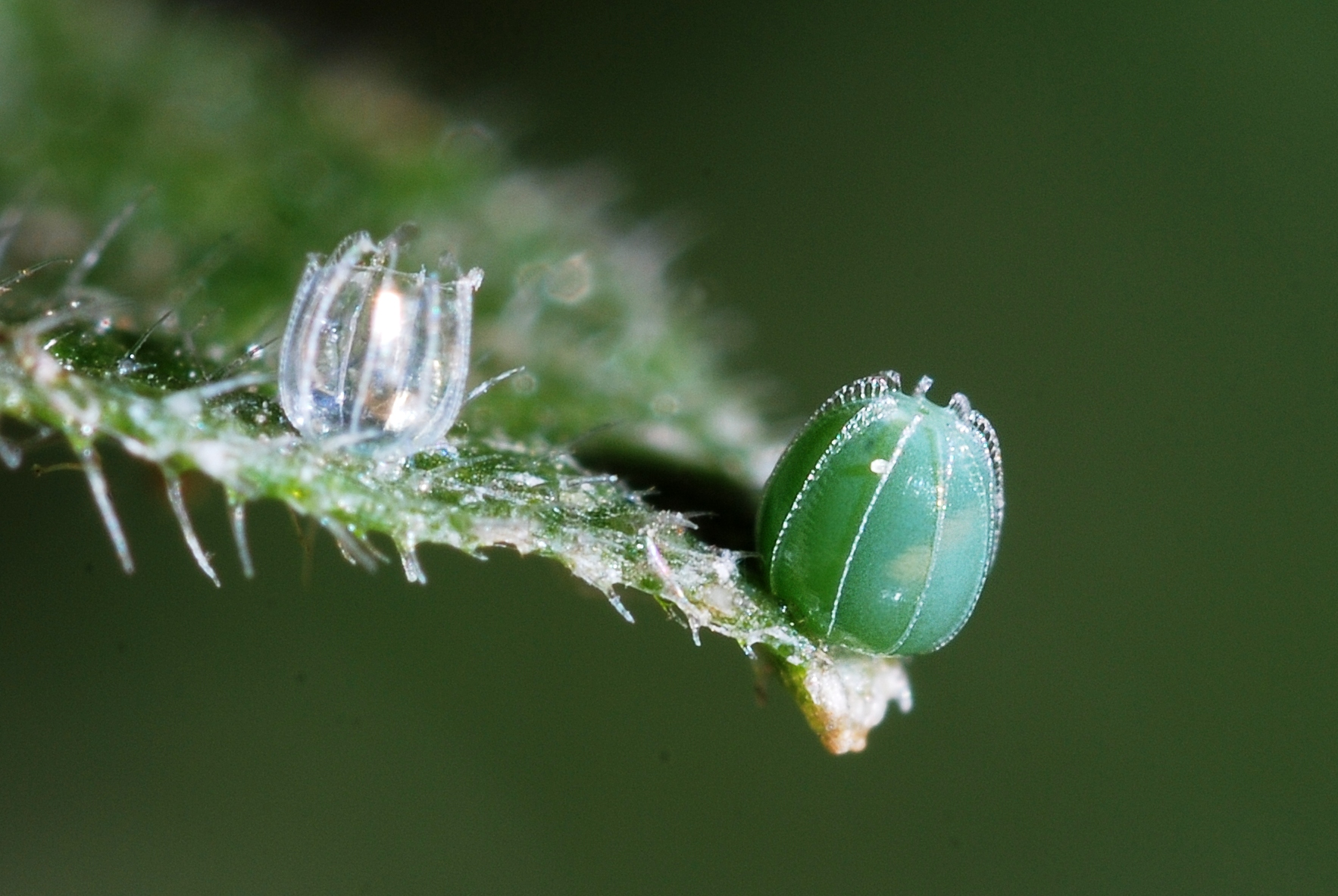
Ei
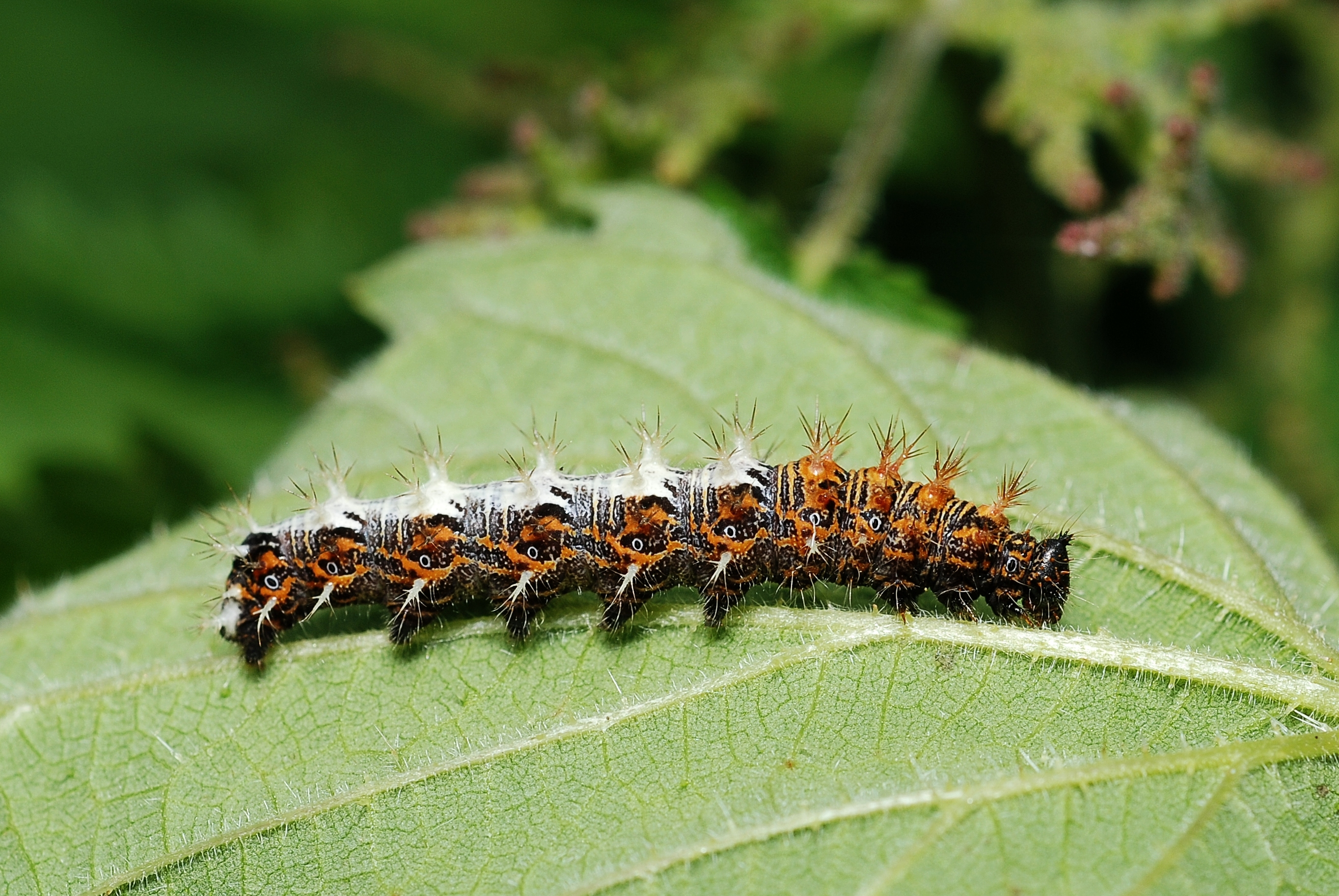
Raupe
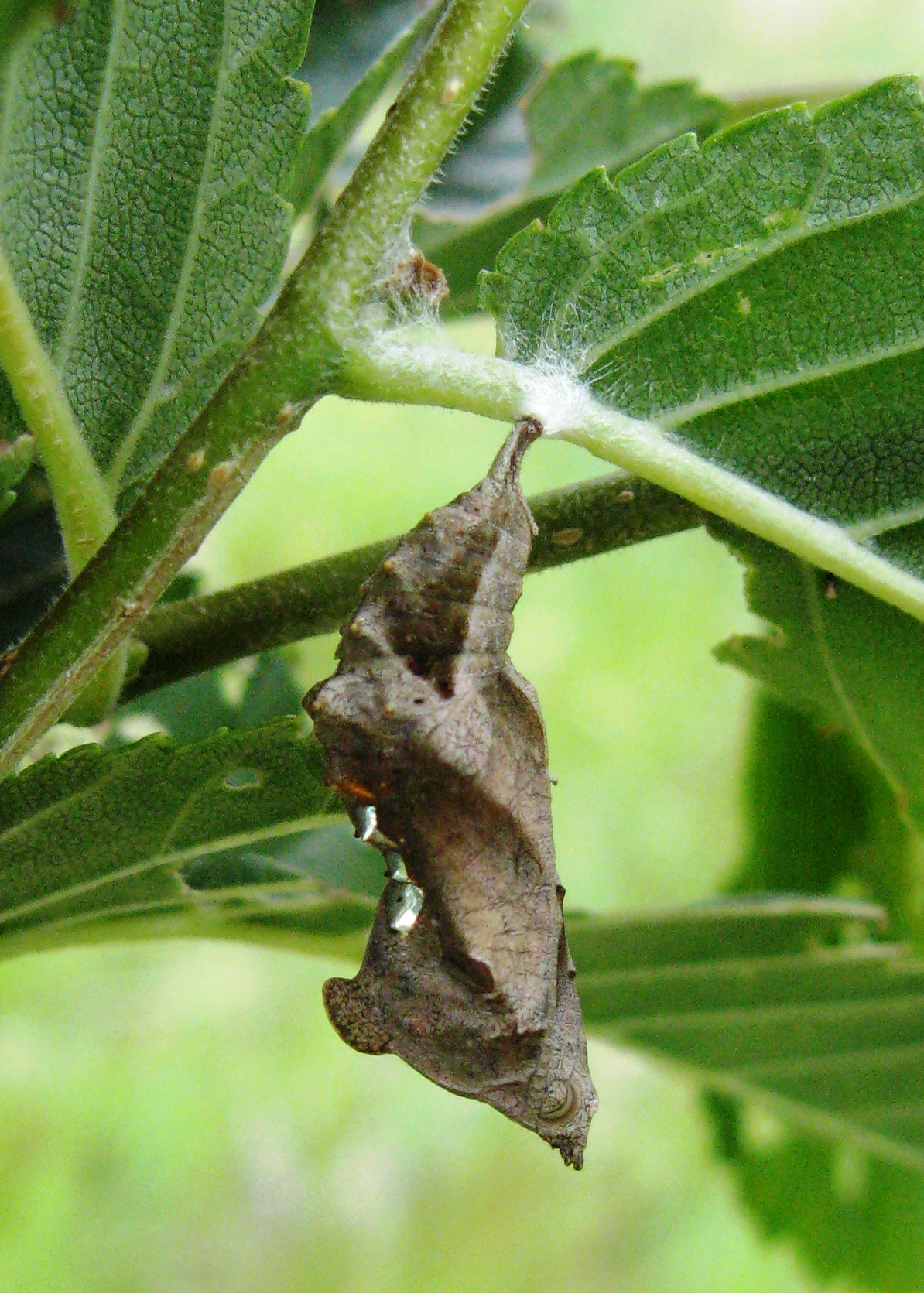
Puppe
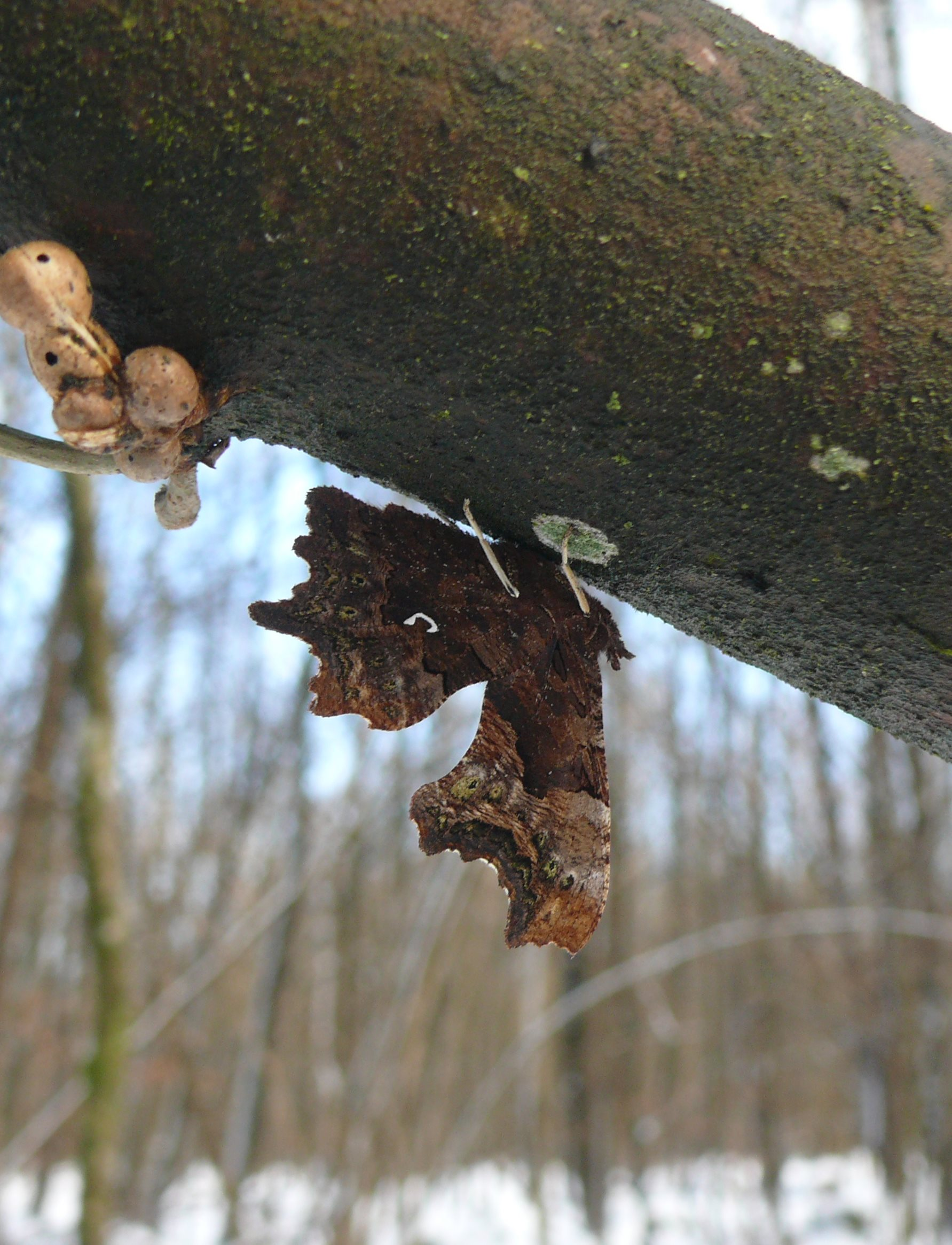
Überwinternder Falter

## Taxonomie
Unterarten:
- kultukensis Kleinschmidt, 1929, östlich des Baikalsees
- hamigera (Butler, 1877) und coreana Bryk, 1946, im Gebiet des Ussuri in Russisch-Fernost
- sachalinensis Matsumura, 1915, auf Sachalin

Synonyme:
- f-album (Esper, [1783])
- g-album (Fourcroy, 1785)
- pictior Verity, 1919

## Name
Der ungewöhnliche Name rührt von dem deutlich sichtbaren, weißen C auf der Unterseite der Flügel.